# Walstrobandspanner
De walstrobandspanner (Epirrhoe galiata) is een vlinder uit de familie van de spanners (Geometridae). 

## Kenmerken
De voorvleugellengte bedraagt tussen de 13 en 14 mm. De basiskleur van de voorvleugel is wittig. Over de vleugel loopt een zwart met bruine middenband. Bij de vleugelpunt bevinden zich zowel bij de voorrand als bij de buitenrand een donkere vlek. De achtervleugel is wit. De soort is moeilijk te onderscheiden van verwante soorten.

## Levenscyclus
De walstrobandspanner gebruikt soorten walstro als waardplanten. De rups is te vinden in juni-juli en in september-oktober. De soort overwintert als pop. Er zijn jaarlijks twee generaties die vliegen van mei tot september.

## Voorkomen
De soort komt verspreid van Noord-Afrika en West-Europa tot oostelijk Rusland voor.  De walstrobandspanner is in Nederland en België een zeer zeldzame soort. 